# Tagalak Island
Tagalak Island ist eine unbewohnte Insel der Andreanof Islands, die zu den Aleuten 
gehören. Das etwa 6,5 km lange und 249 m hohe Eiland liegt zwischen Atka Island und Adak Island. 